# Carlheinz Gräter
Carlheinz Gräter, auch Karlheinz Gräter und Friedrich von Edelfels (* 4. August 1937 in Bad Mergentheim) ist ein deutscher Journalist, freier Schriftsteller und Autor von Schriften zur fränkischen und hohenlohischen Landeskunde.

## Leben und Werk
Carlheinz Gräter studierte Geschichte und daneben Literatur in Würzburg, Heidelberg und Göttingen. Nach seiner Promotion zum Doktor der Philosophie arbeitete er zunächst als Zeitungsredakteur bei der Main-Post in Würzburg, ehe er 1972 begann, als freier Journalist und Schriftsteller zu arbeiten. Er ist Autor und Herausgeber von annähernd 100 Buchveröffentlichungen. Er war und ist ebenfalls als Mitarbeiter des BR und des SWR tätig.
Jürgen Wohlfarth von TRAUM-A-LAND schrieb über ihn, er habe „… mit seinem überaus reichem [sic] Schrifttum wesentlich beigetragen, die tauberfränkische Geschichtsschreibung zu entlüften vom alten Einfluss der Blut und Boden Schreiber [sic], der heimatlichen Scholle Lobenden, [und hat] statt dessen neue aufmerkende Töne … [eingebracht].“
Carlheinz Gräter wurde für sein Gesamtwerk u. a. mit dem Kulturpreis des Frankenbundes ausgezeichnet. 2013 verlieh ihm die Regionalgruppe Sprachkultur Mainfranken des Vereins Deutsche Sprache den Sprachbewahrerpreis 2013. Am 30. September 2013 wurde ihm in einem Festakt von Landrat Reinhard Frank der Ehrenpreis des Main-Tauber-Kreises verliehen.
Carlheinz Gräter wohnte in Lauda und lebte heute in seinem Geburtsort Bad Mergentheim. Er hat zwei Töchter.

## Veröffentlichungen (Auswahl)
- Carl Julius Weber: Die Komödie des Menschen: eine zweibändige Auswahl aus 'Demokritos oder hinterlassene Papiere eines lachenden Philosophen'. Baier, Crailsheim (als Herausgeber).
- Mörike in Franken. Fränkisch-Schwäbischer Heimatverlag, Donauwörth 1974.
- Der Bauernkrieg in Franken. 1975; Neuauflage: Fränkische Nachrichten, Tauberbischofsheim (2000?), ISBN 3-924780-34-X.
- Naturpark Spessart. 2. Auflage 1982.
- Von der Tauber zum Main. 2. Auflage 1981.
- Der Neckar. 1977.
- Im grünen Licht Hohenlohes. 1984.
- Hohenlohe. Bilder eines alten Landes. 1984; Gondrom-Verlag, Bindlach 1991, ISBN 3-8112-0865-9.(gemeinsam mit dem Fotografen Peter Fuchs).
- Der Main. 1985.
- Anmutigste Tochter des Mains: ein tauberfränkisches Lesebuch. Fränkische Nachrichten, Tauberbischofsheim 1986, ISBN 3-924780-08-0.
- Linde und Hag. DRW-Verlag Karl Weinbrenner, Leinfelden-Echterdingen 1997.
- Spieß voran – drauf und dran: der fränkische Bauernkrieg in Lied, Spruch und Gedicht. Fränkische Nachrichten, Tauberbischofsheim 2000 (?), ISBN 3-924780-37-4.
- Wilhelm Heinrich Riehl: Ein Gang durchs Taubertal: von Rothenburg bis Wertheim. Kunstschätzeverlag, Gerchsheim 2003, ISBN 3-934223-13-3 (als Herausgeber; Reisebericht von 1865).
- Die Tauber: von der Mündung bis zur Quelle. Kunstschätzeverlag, Gerchsheim 2004, ISBN 3-934223-16-8 (gemeinsam mit dem Fotografen Winfried Berberich).
- Schlösser in Hohenlohe: Geschichte und Geschichten. Silberburg-Verlag, Tübingen 2005, ISBN 3-87407-685-7 (gemeinsam mit Jörg Lusin und Fotografien von Wolfgang Buck und Rainer Fieselmann und Luftaufnahmen von Siegfried Geyer).
- Kirchen, Klöster und Kapellen in Hohenlohe: Geschichte und Geschichten. Silberburg-Verlag, Tübingen 2007, ISBN 3-87407-760-8 (gemeinsam mit Jörg Lusin).
- Burgen in Hohenlohe: Geschichte und Geschichten. Silberburg-Verlag, Tübingen 2009, ISBN 3-87407-819-1 (gemeinsam mit Jörg Lusin).
- Geschichten aus Hohenlohe und Tauberfranken. Klöpfer & Meyer Verlag, Tübingen 2010, ISBN 978-3-940086-84-6 (Hrsg. gemeinsam mit Wolfgang Alber und Andreas Vogt).
- Hohenloher Raritäten: Geschichte und Geschichten. Silberburg-Verlag, Tübingen 2010, ISBN 978-3-87407-901-3.
- Hohenloher Miniaturen: Geschichte und Geschichten. Silberburg-Verlag, Tübingen 2012, ISBN 978-3-8425-1173-6.